# American Made
American Made (bra: Feito na América; prt: Barry Seal: Traficante Americano) é um filme estadunidense de 2017 dos gêneros drama biográfico, suspense e policial, dirigido por Doug Liman para a Universal Pictures, com roteiro de Gary Spinelli baseado na carreira do traficante Barry Seal.

## Sinopse
Uma aventura Internacional baseada nas façanhas ultrajantes (e reais) de Barry Seal, que é um traficante e piloto recrutado pela CIA para executar uma das maiores operações secretas da história dos EUA.

## Elenco
- Tom Cruise como Barry Seal
- Sarah Wright como Lucy Seal
- Jayma Mays como Dana Sibota
- Jesse Plemons como xerife Downing
- Caleb Landry Jones como JB, irmão de Lucy
- Lola Kirke como Judy Downing
- Domhnall Gleeson como Monty Schafer
- Mauricio Mejía como Pablo Escobar

## Produção

### As filmagens
Começou em 27 de maio de 2015, na Georgia. Passando por Cherokee, Clayton, DeKalb, Fulton, Gwinnett, Morgan e Pickens. Em 20 de agosto de 2015, chegou em Medellín, Colômbia, e em 31 de agosto chegou a Santa Marta.

### Acidente aéreo
Em 11 de setembro de 2015 um acidente aéreo ocorreu durante as filmagens na Colômbia, matando duas pessoas e causou graves lesões ao piloto do avião. O avião (um bimotor Piper PA-60 Aerostar matricula N164HH), que transportava membros da tripulação (três pilotos estadonidenses), retornava ao Aeroporto Olaya Herrera, quando enfrentou mau tempo e perdeu o controle. O acidente ocorreu no município de San Pedro dos Milagres. Os mortos foram mais tarde identificados como Carlos Berl e Alan Purwin, o fundador e presidente de HeliNet Aviation, uma empresa que oferece tecnologia de vigilância aérea às agências governamentais; ambos pilotos já tinham trabalhado em outros filmes. O piloto estadonidense Jimmy Lee Garland ficou gravemente ferido e foi encaminhado ao hospital local.